# Залісся (Заліська сільська рада)
Залісся (біл. Залессе) — село в Білорусі, у Кобринському районі Берестейської області. Орган місцевого самоврядування — Заліська сільська рада.

## Населення
За переписом населення Білорусі 2009 року чисельність населення села становила 749 осіб.

## Особистості

### Народилися
- Артемчук Олександр Мойсейович («Варнак», 1919 — 15 грудня 1948), заступник провідника Кобринського районного проводу ОУН «Єрмака» (А. Бойка)[2].